# Bulldogs de Ferris State
Pour les articles homonymes, voir Ferris.
Les Bulldogs de Ferris State (en anglais : Ferris State Bulldogs) sont un club omnisports universitaire de l'université d'État Ferris, située à Grand Rapids et Big Rapids dans le Michigan aux États-Unis. Les équipes des Bulldogs participent aux compétitions universitaires organisées par la National Collegiate Athletic Association.

## Hockey sur glace
L'équipe de hockey sur glace masculin fait partie de la division Central Collegiate Hockey Association. Elle a remporté la division II en 1994. Elle est finaliste de la division I en 2012 s'inclinant face aux Eagles de Boston College.

## Étudiants notables
- Chris Kunitz joueur de hockey sur glace